# CG-8滑翔機
Bowlus CG-8為二戰時美國製造的一款運輸滑翔機原型機，共製造1架原型機，但該型號並未投入生產，該計劃被取消。

## 發展
陸軍向Bowlus Sailplanes授予了一份8座和15座運輸滑翔機合同，較小的滑翔機被指定為XCG-7，較大的滑翔機被指定為XCG-8。 該公司在設計大型的XCG-8時遇到了嚴重問題，並向道格拉斯飛行器公司尋求幫助，但無濟於事，因為XCG-8未能通過測試因此沒有投入生產。這架原型機由木頭和織物製成，在1943年6月的一場暴風雨中被毀壞。

### 註記
1. 1 2 3 4 5  Mrazek 2011, p. 375
2. ↑  Andrade 1979, p. 97

### 書目
- Andrade, John. . Midland Counties Publications. 1979. ISBN 0 904597 22 9.
- Mrazek, James E. . Mechanicsburg, Pennsylvania, United States: Stackpole Books. 2011. ISBN 978-0-8117-0808-1.